# والریا موریکونی
والریا موریکونی (ایتالیایی: Valeria Moriconi؛ ‏ ۱۵ نوامبر ۱۹۳۱ – ۱۵ ژوئن ۲۰۰۵) بازیگر اهل ایتالیا بود. از فیلم‌ها یا برنامه‌های تلویزیونی که وی در آن نقش داشته‌است می‌توان به زیباترین روزها، فقر و نجابت، ساحل، ناپل همیشه ناپل است و دبیرستان اشاره کرد.

## زندگی‌نامه مختصر
والریا آبروتزِتی در ۱۵ نوامبر ۱۹۳۱ در شهر ایسی به دنیا آمد. او پس از ازدواج با نقاش ایتالیایی، آلدو موریکونی (۱۹۲۳–۱۹۷۳)، که از سال ۱۹۵۱ تا ۱۹۶۳ ادامه داشت، نام والریا موریکونی را برای خود برگزید.
فعالیتش را در سینما آغاز کرد (فیلم‌های ساحل و فقر و نجابت در سال ۱۹۵۴، و زیباترین روزها در سال ۱۹۵۶)، و در سال ۱۹۵۷ با حمایت ادواردو دِ فیلیپو وارد تئاتر شد؛ کسی که در سال ۱۹۶۴، نقش اصلی مارگریتا را در نمایشنامه‌ی «چه کسی از من خوشبخت‌تر است!» به او سپرد. یکی از موفق‌ترین نقش‌آفرینی‌های او، ایفای نقش در مهمانخانه‌چی اثر کارلو گولدونی به کارگردانی فرانکو انریکز بود.
بازی‌های او در نقش «مده‌آ» اثر اوریپید، که در تئاتر یونانی سیراکوز در سال ۱۹۷۲ با کارگردانی فرانکو انریکز و در سال ۱۹۹۶ به کارگردانی ماریو میسیرولی اجرا شد، به‌ویژه چشمگیر بودند. در سال ۲۰۰۲، بار دیگر به صحنه بازگشت و در نمایش «بازی جین» اثر دونالد لی کابرن بازی کرد و در شهر زادگاهش، ایسی، مرکز مطالعات و فعالیت‌های تئاتری والریا موریکونی را افتتاح کرد. در سال ۲۰۰۳ در نمایش امشب از خود می‌سازیم اثر لوئیجی پیراندلو به کارگردانی ماسیمو کاستری بازی کرد. او همچنین مدیر هنری تئاترو استابیله دله مارکه بود.
او همچنین در تلویزیون در چند قسمت از برنامه تبلیغاتی «کاروسلو» ایفای نقش کرد: در سال ۱۹۵۸، همراه با ماریو اسکاچا، محصولات کارخانه‌های تقطیر فابری را تبلیغ کرد؛ در سال ۱۹۶۰ با آلبرتو لوپو بیسکویت‌های سایوا را، و در سال ۱۹۶۲ همراه با جوزپه پورلی، السا واتسولر و ماریو اسکاچا، بنزین سوپِرکورتماجوره شرکت آجیپ را تبلیغ کرد.
والریا موریکونی در سن ۷۳ سالگی بر اثر سرطان، در خانه‌اش در ایسی درگذشت.